# Donald D. Hoffman
Donald David Hoffman (San Antonio, Texas, Estados Unidos, 29 de diciembre de 1955) es un psicólogo cognitivo estadounidense, conocido por sus textos sobre ciencia. Es profesor en el Departamento de Ciencias Cognitivas de la Universidad de California, Irvine, con nombramientos conjuntos en el Departamento de Filosofía, el Departamento de Lógica y Filosofía de la Ciencia y la Facultad de Ciencias de la Computación. 
Hoffman estudia la conciencia, la percepción visual y la psicología evolutiva utilizando modelos matemáticos y experimentos psicofísicos. Sus temas de investigación incluyen el atractivo facial, el reconocimiento de la forma, la percepción del movimiento y el color, la evolución de la percepción y el problema mente-cuerpo. Es coautor de dos libros técnicos: Observer Mechanics: A Formal Theory of Perception (1989), donde ofrece una teoría de la conciencia y su relación con la física; Automotive Lighting and Human Vision (2005), donde aplica la ciencia de la visión a la iluminación de vehículos. Su libro Inteligencia visual: cómo creamos lo que vemos (1998) presenta la ciencia moderna de la percepción visual a un público amplio. Su charla TED de 2015, «¿Vemos la realidad tal como es?» explica cómo han evolucionado nuestras percepciones para ocultarnos la realidad. «Es imposible ver al mundo tal como es», argumenta este neurocientífico de la cognición.

## Biografía
Hoffman estudió psicología cuantitativa en la Universidad de California en Los Ángeles (UCLA) en 1978, y obtuvo su doctorado en Filosofía en psicología computacional en el Instituto de Tecnología de Massachusetts (MIT) en 1983 bajo la supervisión de David Marr y Whitman Richards. Fue brevemente investigador en el Laboratorio de Inteligencia Artificial del MIT, y luego se convirtió en profesor asistente en la Universidad de California en Irvine (UCI) en 1983. Ha permanecido en la facultad de la UCI desde entonces, con un año sabático durante el año académico 1995-1996 en el Zentrum für Interdisziplinäre Forschung de la Universidad de Bielefeld.  
Hoffman es asesor y afiliado en el Centro Chopra. El centro es un centro de bienestar y meditación, fundado por Deepak Chopra, que promueve la astrología védica y las enseñanzas de Osho.

## Trabajo

### Visión general
Hoffman señala que la opinión frecuentemente sostenida hasta ahora de que la actividad cerebral causa la experiencia consciente, ha demostrado ser intratable en términos de explicación científica. Hoffman propone una solución al difícil problema de la conciencia adoptando la visión inversa de que la conciencia causa actividad cerebral y, de hecho, crea todos los objetos y propiedades del mundo físico. Con este fin, Hoffman desarrolló y combinó dos teorías: la teoría de la percepción de «interfaz de usuario multimodal» (MUI) y el «realismo consciente». 

### Teoría de la interfaz de usuario multimodal (MUI)
La teoría MUI establece que «las experiencias perceptivas no coinciden ni se aproximan a las propiedades del mundo objetivo, sino que proporcionan una interfaz de usuario simplificada, específica de la especie, para ese mundo». Hoffman argumenta que los seres conscientes no han evolucionado para percibir el mundo tal como es en realidad, sino que han evolucionado para percibir el mundo de una manera que maximiza los «beneficios físicos». Hoffman usa la metáfora del escritorio y los iconos de una computadora: los iconos del escritorio de una computadora proporcionan una interfaz funcional para que el usuario no tenga que lidiar con la programación y la electrónica subyacentes para usar la computadora de manera eficiente. Del mismo modo, los objetos que percibimos en el tiempo y el espacio son iconos metafóricos que actúan como nuestra interfaz con el mundo y nos permiten funcionar de la manera más eficiente posible sin tener que lidiar con la abrumadora cantidad de datos que subyace a la realidad.

### Realismo consciente
El realismo consciente se describe como un monismo no físico que sostiene que la conciencia es la realidad primaria y el mundo físico emerge de eso. El mundo objetivo consiste en agentes conscientes y sus experiencias que no pueden derivarse de partículas físicas y campos. «Lo que existe en el mundo objetivo, independientemente de mis percepciones, es un mundo de agentes conscientes, no un mundo de partículas y campos inconscientes. Esas partículas y campos son iconos en las MUI de los agentes conscientes, pero no son en sí mismos ciudadanos fundamentales del mundo objetivo. La conciencia es fundamental ».

### La percepción del mundo físico es un subproducto de la conciencia.
En conjunto, la teoría MUI y el realismo consciente forman la base de una teoría general de que el mundo físico no es objetivo sino que es un epifenómeno causado por la conciencia. En este sentido, el trabajo de Hoffman tiene similitudes con el trabajo de Tom Campbell. 
Hoffman ha dicho que puede existir alguna forma de realidad, pero puede ser completamente diferente de la realidad que nuestros cerebros modelan y perciben. La realidad puede no estar hecha de espacio-tiempo y objetos físicos.

Donald D. Hoffman

### Implicaciones para la evolución
Hoffmann ha argumentado que la aptitud para la evolución puede ser mayor en entidades que ven algo de la realidad, o crean modelos de realidad, que en aquellas que ven más o toda la realidad.